# A Night on the Town
Albums de Rod Stewart
Atlantic Crossing
(1975) Foot Loose & Fancy Free
(1977)
A Night on the Town est le septième album de Rod Stewart, sorti en 1976.
Comme son prédécesseur Atlantic Crossing, l'album est divisé entre une face « lente », composée de ballades, et une face « rapide », plus rock. Sa pochette est basée sur le tableau Bal du moulin de la Galette d'Auguste Renoir.

## Titres

### Face 1
1. Tonight's the Night (Gonna Be Alright) (Rod Stewart) – 3:54
2. The First Cut Is the Deepest (Cat Stevens) – 4:31
3. Fool for You (Rod Stewart) – 3:39
4. The Killing of Georgie (Part I and II) – 6:28

### Face 2
1. The Balltrap (Rod Stewart) – 4:37
2. Pretty Flamingo (Mark Barkan)– 3:27
3. Big Bayou (Floyd Gilbeau) – 3:54
4. The Wild Side of Life (Arlie Carter, Wayne Walker) – 5:09
5. Trade Winds (Ralph MacDonald, William Salter) – 5:16

## Musiciens
- Rod Stewart : chant
- Barry Beckett : claviers
- Steve Cropper : guitare
- J. Davis : guitare
- Donald Dunn : basse
- David Foster : claviers
- Bob Glaub : basse
- Roger Hawkins (en) : batterie
- David Hood : basse
- Al Jackson : batterie
- John Jarvis : claviers
- Plas Johnson : saxophone ténor
- Jerry Jumonville : saxophone ténor
- Joe Lala : percussions
- David Lindley : guitare
- Andy Newmark : batterie
- Leland Sklar : basse
- J. Smith : claviers
- Fred Tackett : guitare
- Tommy Vig : percussions
- Joe Walsh : guitare
- Willie Weeks : basse, guitare
- Jimmy Horowitz, Mel Lewis, Arif Mardin : arrangements cordes
- Tower of Power : cuivres